# Erik Pieters
Erik Pieters, född 7 augusti 1988 i Tiel, är en nederländsk fotbollsspelare. Han har även spelat för Nederländernas landslag.

## Karriär
Den 28 juni 2013 värvades Pieters av Stoke City, där han skrev på ett fyraårskontrakt. I december 2015 förlängde han sitt kontrakt med klubben fram till sommaren 2020.
Den 8 juli 2019 värvades Pieters av Burnley, där han skrev på ett tvåårskontrakt. Den 13 september 2022 värvades Pieters av EFL Championship-klubben West Bromwich Albion, där han skrev på ett ettårskontrakt.
Den 19 december 2024 skrev Pieters på ett korttidskontrakt med Luton Town.